# Campeonato Uruguayo de Primera División "B" 1954
El Campeonato Uruguayo de Segunda División 1954 fue la 13.ª edición del torneo de segunda categoría profesional del fútbol de Uruguay.

## Posiciones
| Puesto | Equipo      | Pts | PJ | PG | PE | PP | GF | GC | Dif |
| ------ | ----------- | --- | -- | -- | -- | -- | -- | -- | --- |
| 1º     | Sud América | 30  | 21 | 13 | 4  | 4  | 51 | 28 | 23  |
| 2º     | Central     | 29  | 21 | 12 | 5  | 4  | 42 | 27 | 15  |
| 3º     | Racing      | 26  | 21 | 9  | 8  | 4  | 45 | 37 | 8   |
| 4º     | Bella Vista | 25  | 21 | 10 | 5  | 6  | 47 | 34 | 13  |
| 5º     | Canillitas  | 20  | 21 | 7  | 6  | 8  | 42 | 38 | 4   |
| 6º     | Fénix       | 16  | 21 | 6  | 4  | 11 | 29 | 37 | -8  |
| 7º     | Progreso    | 14  | 21 | 5  | 4  | 12 | 30 | 40 | -10 |
| 8º     | Cerrito     | 8   | 21 | 3  | 2  | 16 | 19 | 64 | -45 |

## Resultados
| Racing      | 4 – 1 | Bella Vista |
| Canillitas  | 3 – 0 | Cerrito     |
| Central     | 3 – 2 | Progreso    |
| Sud América | 2 – 0 | Fénix       |

| Central     | 1 – 1 | Cerrito    |
| Sud América | 2 – 2 | Racing     |
| Bella Vista | 2 – 1 | Canillitas |
| Fénix       | 3 – 1 | Progreso   |

| Bella Vista | 1 – 1 | Sud América |
| Central     | 1 – 0 | Canillitas  |
| Racing      | 4 – 3 | Fénix       |
| Progreso    | 1 – 0 | Cerrito     |

| Racing      | 2 – 3 | Central     |
| Sud América | 5 – 2 | Cerrito     |
| Fénix       | 2 – 2 | Bella Vista |
| Canillitas  | 1 – 2 | Progreso    |

| Sud América | 3 – 1 | Canillitas |
| Central     | 3 – 0 | Fénix      |
| Racing      | 0 – 0 | Progreso   |
| Bella Vista | 4 – 0 | Cerrito    |

| Canillitas  | 4 – 3 | Racing   |
| Bella Vista | 2 – 1 | Central  |
| Cerrito     | 1 – 0 | Fénix    |
| Sud América | 2 – 1 | Progreso |

| Canillitas  | 3 – 1 | Fénix       |
| Central     | 2 – 1 | Sud América |
| Racing      | 2 – 1 | Cerrito     |
| Bella Vista | 2 – 1 | Progreso    |

| Bella Vista | 3 – 1 | Racing      |
| Cerrito     | 1 – 7 | Canillitas  |
| Progreso    | 1 – 3 | Central     |
| Fénix       | 0 – 3 | Sud América |

| Cerrito    | 2 – 4 | Central     |
| Racing     | 3 – 2 | Sud América |
| Canillitas | 3 – 1 | Bella Vista |
| Progreso   | 2 – 1 | Fénix       |

| Round       | 10    | [[]]        |
| Sud América | 0 – 2 | Bella Vista |
| Canillitas  | 1 – 3 | Central     |
| Fénix       | 0 – 1 | Racing      |
| Cerrito     | 1 – 2 | Progreso    |

| Round       | 11    | [[]]        |
| Central     | 2 – 2 | Racing      |
| Cerrito     | 0 – 4 | Sud América |
| Bella Vista | 0 – 2 | Fénix       |
| Progreso    | 0 – 1 | Canillitas  |

| Round      | 12    | [[]]        |
| Canillitas | 3 – 3 | Sud América |
| Fénix      | 2 – 1 | Central     |
| Progreso   | 2 – 2 | Racing      |
| Cerrito    | 0 – 5 | Bella Vista |

| Round    | 13    | [[]]        |
| Racing   | 4 – 2 | Canillitas  |
| Central  | 2 – 2 | Bella Vista |
| Fénix    | 2 – 0 | Cerrito     |
| Progreso | 1 – 2 | Sud América |

| Round       | 14    | [[]]        |
| Fénix       | 4 – 2 | Canillitas  |
| Sud América | 1 – 0 | Central     |
| Cerrito     | 1 – 1 | Racing      |
| Progreso    | 2 – 4 | Bella Vista |

| Round       | 15    | [[]]        |
| Racing      | 1 – 1 | Bella Vista |
| Canillitas  | 2 – 0 | Cerrito     |
| Central     | 1 – 2 | Progreso    |
| Sud América | 4 – 2 | Fénix       |

| Round       | 16    | [[]]       |
| Central     | 4 – 1 | Cerrito    |
| Sud América | 2 – 4 | Racing     |
| Bella Vista | 1 – 1 | Canillitas |
| Fénix       | 1 – 1 | Progreso   |

| Round       | 17    | [[]]        |
| Bella Vista | 3 – 4 | Sud América |
| Central     | 1 – 1 | Canillitas  |
| Racing      | 1 – 1 | Fénix       |
| Progreso    | 3 – 4 | Cerrito     |

| Round       | 18    | [[]]        |
| Racing      | 1 – 2 | Central     |
| Sud América | 7 – 1 | Cerrito     |
| Fénix       | 2 – 1 | Bella Vista |
| Canillitas  | 2 – 2 | Progreso    |

| Round       | 19    | [[]]       |
| Sud América | 2 – 0 | Canillitas |
| Central     | 2 – 1 | Fénix      |
| Racing      | 2 – 1 | Progreso   |
| Bella Vista | 4 – 0 | Cerrito    |

| Round       | 20    | [[]]     |
| Canillitas  | 3 – 3 | Racing   |
| Bella Vista | 2 – 3 | Central  |
| Cerrito     | 2 – 1 | Fénix    |
| Sud América | 1 – 0 | Progreso |

| Round       | 21    | [[]]        |
| Canillitas  | 1 – 1 | Fénix       |
| Central     | 0 – 0 | Sud América |
| Racing      | 2 – 1 | Cerrito     |
| Bella Vista | 4 – 3 | Progreso    |